# The Book of Daniel (serie televisiva)
The Book of Daniel è una serie televisiva statunitense della NBC andata in onda, per la prima volta, dal 6 gennaio al 20 gennaio 2006. Il 24 gennaio 2006 la NBC ha annunciato, a metà della prima stagione, la cancellazione della serie con la sospensione della messa in onda degli episodi restanti.

## Trama
Ambientato nella città immaginaria di Newbury nella contea di Westchester, New York, il reverendo Daniel Webster è un ministro episcopale non convenzionale che è dipendente dagli antidolorifici mentre sua moglie, Judith, combatte la sua dipendenza dai martini.
Lottando per essere un buon marito, padre e ministro di Chiesa, Webster vede e parla regolarmente con un Gesù piuttosto anticonvenzionale. Il Gesù di Daniele appare solo a lui e mette apertamente in discussione le interpretazioni moderne degli insegnamenti della Chiesa ricordando a Daniel i suoi punti di forza e le sue debolezze.
La famiglia Webster comprende anche un figlio gay di 23 anni, Peter, una figlia di 16 anni, Grace, arrestata per possesso di droga nell'episodio pilota, e Adam, un sedicenne, di etnia cinese, adottato che frequenta Caroline Paxton (figlia di uno dei parrocchiani di Daniel che nutre pregiudizi anti-asiatici). Un altro figlio, il fratello gemello di Peter, Jimmy, è morto di leucemia due anni prima dell'inizio della serie.
Il cognato di Daniel, Charlie, sparisce dopo aver rubato i soldi della chiesa e sua cognata, Cheryl White, ha una relazione lesbica con la segretaria bisessuale di Charlie. Il vescovo Beatrice Congreve è coinvolta in una relazione con il padre sposato di Daniel (un vescovo in pensione che è turbato dal morbo di Alzheimer della moglie).

## Episodi
| Nº | Titolo      | Diretto da       | Scritto da                                                        | Prima visione              |
| -- | ----------- | ---------------- | ----------------------------------------------------------------- | -------------------------- |
| 1  | Temptation  | James Frawley    | Jack Kenny                                                        | 6 gennaio 2006             |
| 2  | Forgiveness | James Frawley    | Jack Kenny                                                        | 6 gennaio 2006             |
| 3  | Acceptance  | Perry Lang       | Dan E. Fesman & Harry Victor                                      | 13 gennaio 2006            |
| 4  | Revelations | John Fortenberry | John Tinker                                                       | 20 gennaio 2006            |
| 5  | Assignation | Mel Damski       | Screenplay di: Dava Savel Storia di: Dan E. Fesman e Harry Victor | 26 settembre 2006 (in DVD) |
| 6  | Withdrawal  | Adam Bernstein   | Tracey Stern                                                      | 20 gennaio 2006            |
| 7  | God's Will  | Michael Fields   | David Simkins                                                     | 26 settembre 2006 (in DVD) |
| 8  | Betrayal    | Jeremy Podeswa   | Jack Kenny                                                        | 26 settembre 2006 (in DVD) |

## Homevideo
Il 26 settembre 2006 una raccolta completa di The Book of Daniel è stata pubblicata in DVD, in esclusiva, su Amazon. Il set include due dischi, con tutti gli otto episodi, in una custodia rigida in plastica.

## Controversie
Otto dei 232 affiliati della NBC si sono rifiutati di proporre il programma a causa di reclami legati alla bibbia da parte degli spettatori: WSMV a Nashville, Tennessee; WGBC in Meridian, Mississippi; WTVA a Tupelo, Mississippi, e sei stazioni di proprietà di Nexstar Media Group - WTWO a Terre Haute, Indiana (KARK-TV a Little Rock, Arkansas; KFTA-TV / KNWA-TV a Fayetteville-Fort Smith, Arkansas); KAMR ad Amarillo, Texas e KBTV-TV a Beaumont, Texas.
L'American Family Association ha accusato la NBC di essere "anti-cristiana" sottolineando che Jack Kenny, creatore della serie, fosse omosessuale.
A causa dei temi trattati la NBC ha faticato a vendere gli spazi pubblicitari durante la messa in onda (anche con significative riduzioni di prezzo).

## Riconoscimenti
- Angel Awards – 2007
  - Vinto – Silver Angel nella categoria National Television per Jack Kenny